# 龙门镇 (浦北县)
龙门镇，是中华人民共和国广西壮族自治区钦州市浦北县下辖的一个乡镇级行政单位。

## 行政区划
龙门镇下辖以下地区：
龙城社区、龙门村、林垌村、平黄村、高明村、中南村、江埠村、新田村、姜花村、马兰村、甘宁村、六林村、学塘村、长平村、平江村、莲塘村、林塘村、王坡村、茅家村、滑竹村、塘田村、大坡村、读冲村、平垌村、日新村、居木村、新丰村和高坡村。